# Izerskie Garby
Izerskie Garby (niem. Weisser Steinrücken, Weiss Flins) – wzniesienie o wysokości 1084 m n.p.m. w południowo-zachodniej Polsce, w Sudetach Zachodnich, w Górach Izerskich, w Wysokim Grzbiecie.

## Lokalizacja
Wzniesienie położone jest w Sudetach Zachodnich, w środkowo-wschodniej części Gór Izerskich, w najwyższej centralnej części Wysokiego Grzbietu Gór Izerskich, między masywem Zielonej Kopy po zachodniej stronie a Zwaliskiem po wschodniej stronie, około 1,6 km na południe od Rozdroża Izerskiego.

## Charakterystyka
Kopulasty szczyt wyrastający nieznacznie w kształcie rozległej kopuły ponad wierzchowinę Wysokiego Grzbietu. Powierzchnia wierzchowiny jest tak wyrównana, że wierzchołek w terenie jest trudno rozpoznawalny. Zbocze północne stromo opada w kierunku Izerskiego Rozdroża a południowe w kierunku doliny rzeki Kamiennej. Zbocza: zachodnie i wschodnie są połogie, prawie poziome. Na wschód od szczytu wznosi się nieco odosobnione i niższe wzniesienie Zwalisko (1047 m n.p.m.), oraz grupa skałek. Na północnych stokach wzniesienia położone są źródła Kwisy i jej dopływów oraz źródło Małej Kamiennej, a na zboczu południowym źródełka dopływów Kamiennej. Zbocza porośnięte są młodym, zdrowym lasem.

## Budowa geologiczna i górnictwo
Masyw Izerskich Garbów położony jest w obrębie bloku karkonosko-izerskiego, w strefie kontaktu granitoidowego masywu karkonoskiego oraz metamorfiku izerskiego. Wzniesienie zbudowane jest z granitów i granitognejsów, południowo-wschodnia część wzniesienia zbudowana jest z granitów, a północno-zachodnia z gnejsów, a między nimi rozciąga się żyła kwarcu o barwie od białej do różowej. Na północnym zboczu, na wysokości 1080 m n.p.m. położone jest wyrobisko odkrywkowej Kopalni kwarcu „Stanisław”. Jest to najwyżej położony zakład wydobywczy w Polsce. Poniżej szczytu na północnym zboczu, na wysokości 710 m n.p.m., przy zielonym szlaku znajduje się stare wyrobisko po nieczynnym kamieniołomie kwarcu.

## Historia
- Kwarc w obrębie wzniesienia eksploatowano już w średniowieczu. Pierwsze wyrobiska powstały na początku XIII wieku. Po II wojnie światowej wzniesienie miało nazwę: Biały Lwiniec niem. Weisse Flins, wiążącą się z legendą o słowiańskim bożku. W przeszłości wzniesienie nosiło nazwę: Weisser Steinrücken, Weisse Flins, Bily Flins, Bile Garby, Biały Lwiniec, Biały Kamień.

## Inne
- W latach osiemdziesiątych XX wieku w górnych partiach szczytu w wyniku klęski ekologicznej, wywołanej zanieczyszczeniem powietrza, został całkowicie zniszczony las monokultury świerkowej, posadzony w XIX wieku. Obecnie na stokach, w miejscu zniszczonego lasu, rośnie młode pokolenie drzew, o klęsce przypominają jedynie wystające ponad młodnik obumarłe kikuty drzew.
- Na zachód od szczytu około 1000 m wznosi się Wysoka Kopa najwyższe wzniesienie Gór Izerskich.
- Szczyt bardzo często pokrywają chmury i mgła.
- W partii szczytowej pokrywa śnieżna często utrzymuje się dość długo.
- Z Izerskim Garbem związana jest legenda o ukryciu w grocie na północnym zboczu góry złotego posążka bożka Flinsa, czczonego przez słowiańskie plemię Bieżuńczan.

## Turystyka
Obok szczytu prowadzą szlaki turystyczne
- czerwony – czerwony szlak im. M. Orłowicza ze Świeradowa-Zdroju.
- zielony – z Rozdroża Izerskiego do Jakuszyc
- niebieski – z Rozdroża Izerskiego na Zimną Przełęcz.
- Wzniesienie stanowi punkt widokowy z którego roztaczają się rozległe widoki na górski krajobraz.